# Кубай Данило Вікторович
Дани́ло Ві́кторович Куба́й (справжнє прізвище — Кубайчук; 13 вересня 1973, Київ) — український поет та художник.
Син Т. Титаренко та В. Кубайчука, чоловік української письменниці Марини Муляр.

## Біографія
Данило Кубайчук народився 13 вересня 1973 року в Києві, в сім’ї науковців. У 1990 році закінчив Київську загальноосвітню школу № 21.
У 1991—1994 рр. навчався на факультеті теорії та історії мистецтва Української академії мистецтв (Київ). 
У 1995—1998 рр. працював технічним редактором видавництва «Економіка і право» (Київ). 
У 1997 р. був автором і ведучим рубрики «Майнер» у тележурналі «Термінал» на каналі «1+1». 
У 1999—2003 рр. працював дизайнером у ЗАТ «Інформтехнологія» (Київ), брав участь у розробці  комп’ютерної правової системи «Нормативні акти України». 
У 1998—1999 та 2003—2006 рр. був фрілансером, у цей час виконував макети книжок, реклам і сайтів, брав участь у дизайні інтер’єрів, декорацій для кінозйомок.
У 2007—2010 рр. працював верстальником, а згодом більд-редактором журналу-тижневика «Контракти». 
У 2010—2016 рр. працював більд-редактором, кольорокоректором, дизайнером інфографіки, а згодом — артдиректором газети «Вечерние Вести».
У 2016—2017 рр. працював експертом в Українському Центрі Суспільних Даних, є одним з авторів «Відкритого посібника з відкритих даних».
З жовтня 2017 р. працює дизайнером-верстальником видавництва «Емма» (Київ). 
Член Національної спілки письменників України (1997).
Пише сонети, рондо, верлібри, віршо-прозу, в яких домінує урбаністична естетика та філософська тематика.
Займається живописом, графікою, цікавиться історією техніки, історією мистецтва, історією релігії та окультизму.

## Видання
- Неідеальність поверхонь. Поезії / Д. В. Кубай. — К.: ТОВ «Людопринт Україна», 2011. — 96 с.
- Квартал облуд: Поезії / Д. В. Кубай. — Львів: Каменяр, 1996. — 70 с. — ISBN 5-7745-0689-4
- Єресіарх: Поезії / Д. Кубай. — Київ: Гранослов, 1997. — 70 с. — ISBN 5-7039-0015-8

## Вибрані художні твори

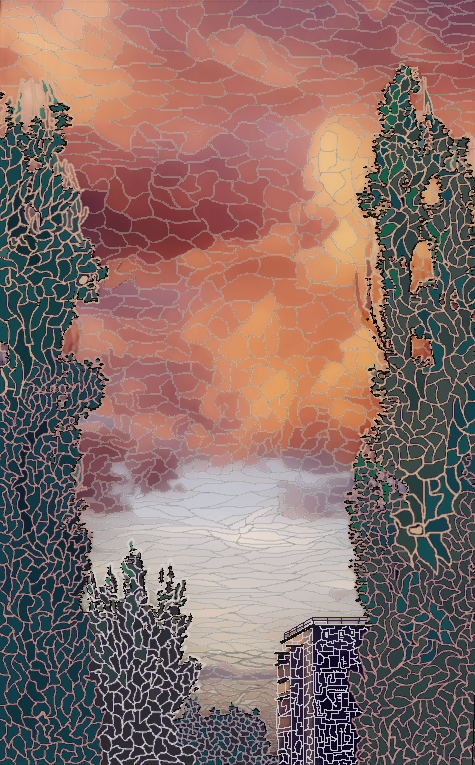
«Дракони і тополі» (2009)
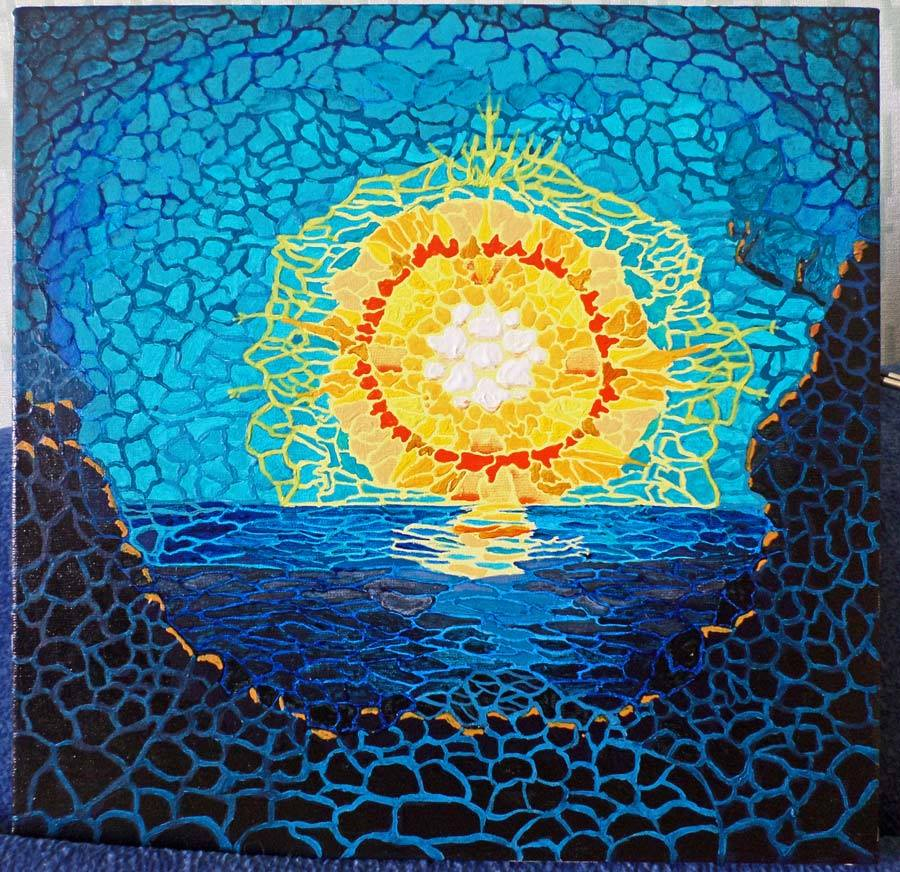
«Непереможність» (2015)
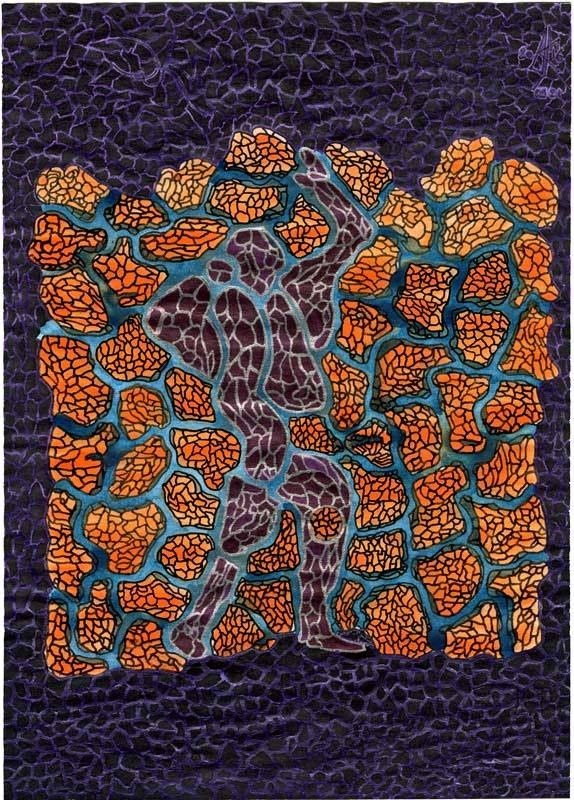
«Той, що у квадраті» (2016) акрил, гелева і чорнильна ручки
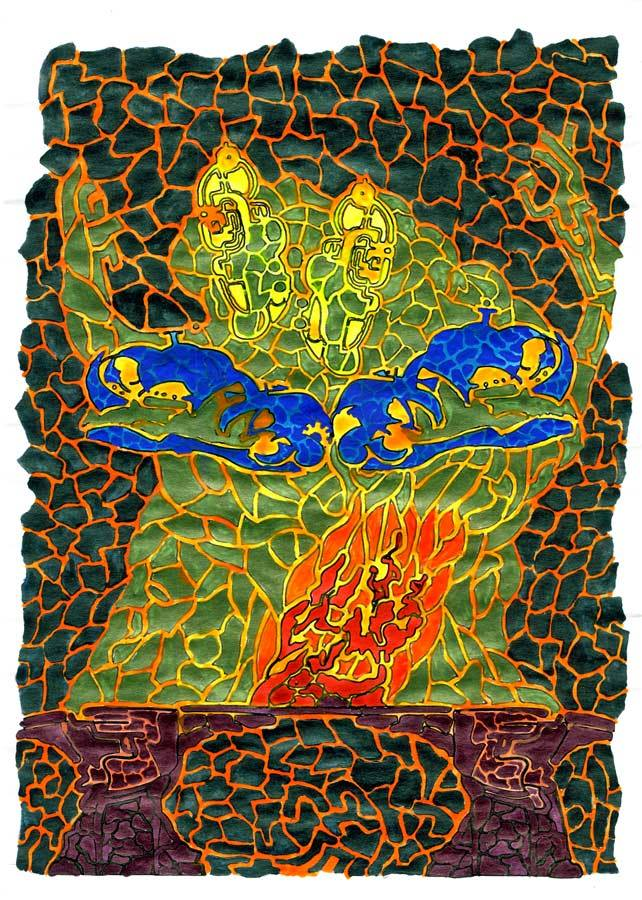
Без назви (2016)
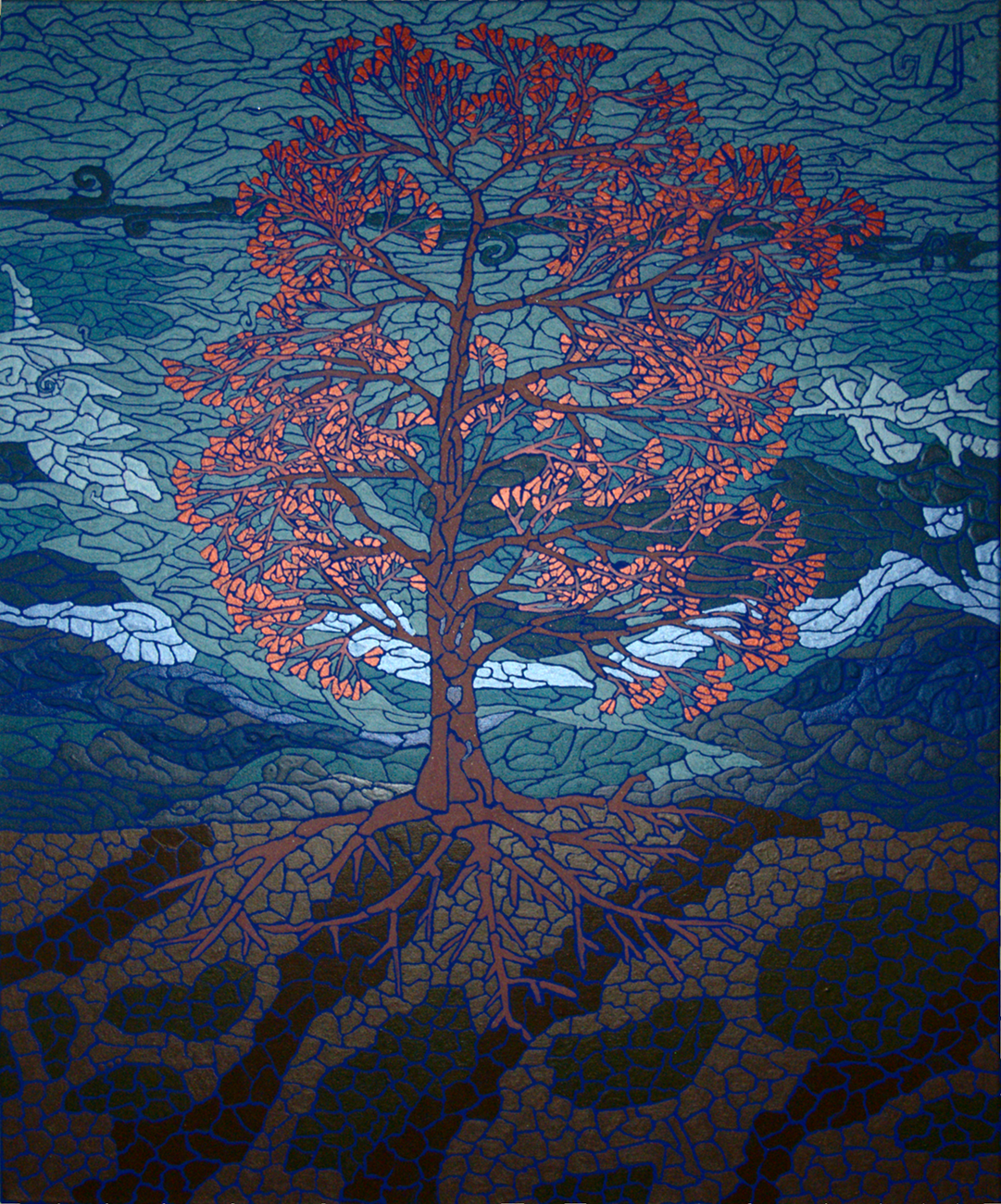
«Дерево» (2018) 50×60 см, акрил на полотні

## Нагороди
- Диплом 2-го ступеня Літературної премії імені Б.-І. Антонича «Привітання життя» за збірку «Напівсерце» (1994).[4] [5]
- Диплом Міжнародного конкурсу молодих літераторів «Гранослов» за збірку «Символ віри» (1994).
- Диплом 1-го ступеня Літературної премії імені Б.-І. Антонича «Привітання життя» за збірку «Квартал облуд» (1995; окреме видання — Л., 1996).[4] [5]
- Диплом Міжнародного конкурсу молодих літераторів «Гранослов» за збірку «Єресіярх» (1995; окреме видання — К., 1997).
- 3-я премія Літературного конкурсу видавництва «Смолоскип» за збірку «Кишенькова колисанка» (1998).